# Wolfgang Fischer (Unternehmer)
Wolfgang Fischer (* 17. November 1961 in Wien) ist ein österreichischer Manager, Berater, Kulturförderer und Unternehmer in der Kultur- und Medienbranche. Seit Februar 2022 ist er Geschäftsführer der DDSG Blue Danube Schifffahrt GmbH.

## Leben

### Ausbildung und Karrierebeginn
Wolfgang Fischer wurde 1961 in Wien geboren und besuchte ein Gymnasium in Mödling sowie die Höhere Lehranstalt für Forstwirtschaft, die er mit Matura abschloss. Anschließend studierte er Volkswirtschaftslehre an der Universität Wien, schloss das Studium aber nicht ab.
Seine berufliche Laufbahn begann Fischer als Journalist und Kolumnist, unter anderem für die Tageszeitung Der Standard sowie die Magazine Bestseller, Horizont (Österreich) und Basta. Von 1987 bis 1989 war er Pressesprecher von Vizekanzler Alois Mock.

### Wechselnde Aufgaben
Zwischen 1992 und 2012 war Fischer in verschiedenen Positionen beim ORF tätig, unter anderem als Redakteur, Moderator und Reporter sowie als Ressortleiter. In seiner Zeit beim ORF-Medienkonzern war er Leiter der Corporate Communications der Hörfunkintendanz, stellvertretender Hörfunkintendant, Leiter der Abteilung Administration, Kommunikation und Koordination sowie Leiter für Human Resources (Personalangelegenheiten) und Public Affairs des gesamten ORF-Medienkonzerns.
Von 2012 bis 2022, zehn Jahre lang, leitete Fischer zusammen mit drei verschiedenen kaufmännischen Geschäftsführern – unter anderem Kurt Gollowitzer – die Wiener Stadthalle und richtete unter anderem den 60. Eurovision Song Contest 2015 aus. Parallel dazu war er Geschäftsführer der Stadthallen-Garagenbetriebs-GmbH. Zudem war Fischer in diesem Zeitraum Mitglied des Aufsichtsrates der VBW Vereinigten Bühnen Wien, die Opernhäuser wie das Theater an der Wien und die Wiener Kammeroper sowie Musical-Bühnen wie das Raimundtheater und das Ronacher betreibt.
Im Jahr 2021 gründete Fischer die JoRo61 GmbH, ein Unternehmen, das auf Immobilienentwicklung und Unternehmensberatung spezialisiert ist, und dessen geschäftsführender Gesellschafter er ist. Ein bekanntes Projekt der JoRo61 GmbH ist das Narzissendorf Zloam am Grundlsee im steirischen Salzkammergut.
Seit Februar 2022 führt Wolfgang Fischer als CEO die DDSG Blue Danube Schifffahrt GmbH, ein Unternehmen mit Sitz in Wien, das auf Personenschifffahrt auf der Donau spezialisiert ist.
Zwischen 2020 und 2024 war Fischer Mitglied des Kuratoriums des Technischen Museums Wien und der Österreichischen Mediathek.
Seit 2024 testet er gemeinsam mit der Haubenköchin Jacqueline Pfeiffer als „Die Cuisinière & Der Connaisseur“ für das im Heute-Verlag erscheinende österreichische Online-Portal Newsflix Restaurants.

## Privat
Wolfgang Fischer ist mit der ORF-Journalistin und -Moderatorin Onka Takats verheiratet. Das Paar lebt in Wien, Gablitz und am Grundlsee.